# Антонелиус, Томас
Томас Антонелиус (при рождении Густафссон, швед. Tomas Antonelius; род. 7 мая 1973 года, Стокгольм) — шведский футболист, защитник. До 2001 года выступал под фамилией Густафссон, но затем сменил фамилию на Антонелиус, по причине большой распространённости фамилии Густафссон, что иногда вызывало путаницу, Антонелиус является фамилией мужа его старшей сестры. В разные годы побеждал в чемпионатах Швеции и Дании, дважды завоёвывал Кубок Швеции.

## Клубная карьера
Профессиональную карьеру Антонелиус начал в клубе «Броммапойкарна», в основной команде которой он дебютировал в 1994 году. В 1996 году он перешёл в один из сильнейших шведских клубов АИК. В АИКе Антонелиус провёл три сезона, в течение которых стал чемпионом Швеции и дважды завоевал национальный кубок. В 1999 году он покидает чемпионат Швеции и переходит в английский «Ковентри Сити», но проведя в нём три года он так и не смог закрепиться в основном составе. В 2002 году он перешёл в датский «Копенгаген», в составе которого он побеждает в чемпионате страны, но вскоре получает тяжёлую травму колена, которая ставит крест на его дальнейшей карьере.

## Карьера в сборной
В составе национальной сборной Антонелиус провёл 8 матчей, голами не отмечался. Принимал участие в чемпионате Европы 2000 года и чемпионате мира 2002 года.

## Достижения
АИК
- Чемпион Швеции: 1998
- Обладатель Кубка Швеции: 1996/97 и 1998/99

«Копенгаген»
- Чемпион Дании: 2002/03